# Mezon J/Ψ
Mezon J/ψ  [mezón j psi] (oznaka {\displaystyle J/\psi \,}) je mezon brez okusa, ki vsebuje kvark c in njegov antikvark. Vezano stanje kvarka c in njegovega antikvarka imenujemo čarmonij. Mezon J/ψ  je sam sebi antidelec in energetsko predstavlja najnižjo stanje para kvark-antikvark .
Mezon so odkrili pri trkih curka elektronov in protonov .

## Odkritje
Mezon J/ψ sta neodvisno odkrili dve skupini raziskovalcev v letu 1974. Eno je vodil Burton Richter (rojen 1931) na Stanfordskem linearnem pospeševalniku (Stanford Linear Accelerator ali SLAC), drugo pa Samuel Čao Čung Ting (rojen 19369) na Brookhavenskem narodnem laboratoriju (Brookhaven National Laboratory ali BNL). Richter je označil odkriti mezon z oznako {\displaystyle \psi \,}, drugi odkritelj pa ga je označil z J. Zaradi tega mezon označujejo z J/ψ. 
Ob odkritju so prvič dobili potrditev o obstoju petega kvarka, to je kvark c .

## Razpad mezona J/ψ
Mezon J/ψ lahko razpade na dva miona.